# Louis Camara
Pour les articles homonymes, voir Camara et Louis Camara (homonymie).
Louis Babacar Camara, né en 1946 à Dakar où il meurt le 21 novembre 2024 au Centre hospitalier national universitaire de Fann, est un footballeur sénégalais des années 1960.

## Biographie
Louis Boubacar Camara naît en 1946 à Dakar. 
International sénégalais de 1965 à 1974, il honore sa première sélection contre le Mali le 18 avril 1965 à Bamako pour le compte des qualifications à la Coupe d'Afrique des nations de football 1965,. Il participe à la Coupe d'Afrique des nations 1965, inscrivant deux buts contre l'Éthiopie. Il est connu pour être le tout premier buteur sénégalais à la CAN, et ceci dès la troisième minute de jeu. Le Sénégal termine quatrième du tournoi. Il dispute ensuite la CAN 1968, sans pour autant inscrire un but. Le Sénégal est éliminé au premier tour. 
Il joue dans deux clubs du Sénégal : les Espoirs de Dakar de 1962 à 1966 puis le club de Diaraf, qui s'appelait à l'époque Foyer France Sénégal, de 1966 à 1968. Il rejoint le club français du Nîmes Olympique en 1968, signant un contrat professionnel de deux ans. Il retourne ensuite à Diaraf où il met un terme à sa carrière en 1974.